# Купиново
Купиново је насеље у Србији у општини Пећинци у Сремском округу. Према попису из 2022. било је 1640 становника.

## Историја
Купиново је једино сремско село које је било краљевски град. Наиме, у њему су остаци града Купиника, седишта српског деспота Стефана Лазаревића и Ђурђа Бранковића. Турци су га 1521. године освојили и спалили. У Купинову се налази црква Светог Луке позната међу сељанима као Деспотска црква која је најстарија православна црква северно од Саве и Дунава. Из темеља рушена обновљена је 1730. године. У близини се такође налази и манастир Обед познатији као црква мајке Ангелине.
Најстарији део села је сачуван и заштићен као Етно-село и ту се налазе неке од најстаријих кућа у Војводини, које су законом заштићене као културна добра Србије. Има кућа са почетка 19. века које су прављене од плетари са тршчаним кровом. Куће имају тремове и доксате са дрвеним стубовима и аркадама.
Овде се налазе српска православна црква Светог Духа у Купинову, Амбар са котобањом, Жике Маричића 17 у Купинову, Амбар са котобањом, Савска 15 у Купинову, Финансијска касарна у Купинову.
Партизани су у Другом светском рату ослободили Купиново 6. септембра 1944.

## Туризам
У близини села налази се Обедска бара, атрактивно туристичко подручје за одмор и излете у природи, као и за лов. У близини је такође обала реке Саве која пружа лепа места за излете и бављење спортовима на води.

## Демографија
У насељу Купиново живи 1586 пунолетних становника, а просечна старост становништва износи 39,7 година (38,1 код мушкараца и 41,2 код жена). У насељу има 668 домаћинстава, а просечан број чланова по домаћинству је 3,06.
Ово насеље је великим делом насељено Србима (према попису из 2002. године), а у последња три пописа, примећен је пораст у броју становника.
|  |

| Демографија | Демографија | Демографија |
| Година      | Становника  | Становника  |
| ----------- | ----------- | ----------- |
| 1948.       | 2.182       |             |
| 1953.       | 2.162       |             |
| 1961.       | 2.220       |             |
| 1971.       | 2.057       |             |
| 1981.       | 2.002       |             |
| 1991.       | 2.009       | 1.950       |
| 2002.       | 2.047       | 2.083       |

| Етнички састав према попису из 2002.‍ | Етнички састав према попису из 2002.‍ | Етнички састав према попису из 2002.‍ | Етнички састав према попису из 2002.‍ | Етнички састав према попису из 2002.‍ |
| ------------------------------------ | ------------------------------------ | ------------------------------------ | ------------------------------------ | ------------------------------------ |
|                                      |                                      |                                      |                                      |                                      |
| Срби                                 | Срби                                 |                                      | 1.852                                | 90,47%                               |
| Роми                                 | Роми                                 |                                      | 146                                  | 7,13%                                |
| Југословени                          | Југословени                          |                                      | 7                                    | 0,34%                                |
| Хрвати                               | Хрвати                               |                                      | 4                                    | 0,19%                                |
| Словаци                              | Словаци                              |                                      | 3                                    | 0,14%                                |
| Руси                                 | Руси                                 |                                      | 3                                    | 0,14%                                |
| Македонци                            | Македонци                            |                                      | 3                                    | 0,14%                                |
| Црногорци                            | Црногорци                            |                                      | 1                                    | 0,04%                                |
| Словенци                             | Словенци                             |                                      | 1                                    | 0,04%                                |
| Румуни                               | Румуни                               |                                      | 1                                    | 0,04%                                |
| Немци                                | Немци                                |                                      | 1                                    | 0,04%                                |
| непознато                            | непознато                            |                                      | 23                                   | 1,12%                                |

| Година пописа     | 1948. | 1953. | 1961. | 1971. | 1981. | 1991. | 2002. |
| ----------------- | ----- | ----- | ----- | ----- | ----- | ----- | ----- |
| Број домаћинстава | 512   | 541   | 616   | 625   | 632   | 632   | 668   |

| Број чланова      | 1   | 2   | 3   | 4   | 5  | 6  | 7  | 8 | 9 | 10 и више | Просек |
| ----------------- | --- | --- | --- | --- | -- | -- | -- | - | - | --------- | ------ |
| Број домаћинстава | 143 | 149 | 104 | 139 | 81 | 36 | 12 | 3 | 1 | 0         | 3,06   |

| Пол    | Укупно | Неожењен/Неудата | Ожењен/Удата | Удовац/Удовица | Разведен/Разведена | Непознато |
| ------ | ------ | ---------------- | ------------ | -------------- | ------------------ | --------- |
| Мушки  | 858    | 237              | 534          | 52             | 31                 | 4         |
| Женски | 835    | 124              | 529          | 158            | 19                 | 5         |
| УКУПНО | 1.693  | 361              | 1.063        | 210            | 50                 | 9         |

| Пол    | Укупно                    | Пољопривреда, лов и шумарство | Рибарство                            | Вађење руде и камена | Прерађивачка индустрија       |
| ------ | ------------------------- | ----------------------------- | ------------------------------------ | -------------------- | ----------------------------- |
| Мушки  | 420                       | 194                           | 0                                    | 0                    | 69                            |
| Женски | 197                       | 77                            | 0                                    | 0                    | 24                            |
| УКУПНО | 617                       | 271                           | 0                                    | 0                    | 93                            |
| Пол    | Производња и снабдевање   | Грађевинарство                | Трговина                             | Хотели и ресторани   | Саобраћај, складиштење и везе |
| Мушки  | 16                        | 23                            | 20                                   | 2                    | 18                            |
| Женски | 0                         | 0                             | 30                                   | 2                    | 2                             |
| УКУПНО | 16                        | 23                            | 50                                   | 4                    | 20                            |
| Пол    | Финансијско посредовање   | Некретнине                    | Државна управа и одбрана             | Образовање           | Здравствени и социјални рад   |
| Мушки  | 3                         | 7                             | 18                                   | 8                    | 5                             |
| Женски | 1                         | 7                             | 8                                    | 19                   | 23                            |
| УКУПНО | 4                         | 14                            | 26                                   | 27                   | 28                            |
| Пол    | Остале услужне активности | Приватна домаћинства          | Екстериторијалне организације и тела | Непознато            | Непознато                     |
| Мушки  | 14                        | 0                             | 0                                    | 23                   | 23                            |
| Женски | 1                         | 0                             | 0                                    | 3                    | 3                             |
| УКУПНО | 15                        | 0                             | 0                                    | 26                   | 26                            |

## Познате личности
- Иваниш Берислав
- Петар Петровић, рођ. 1808. године, јерођакон пештански, књижевник ("Морално дјевическо огледало...", Будим 1836)